# Mona Holmqvist

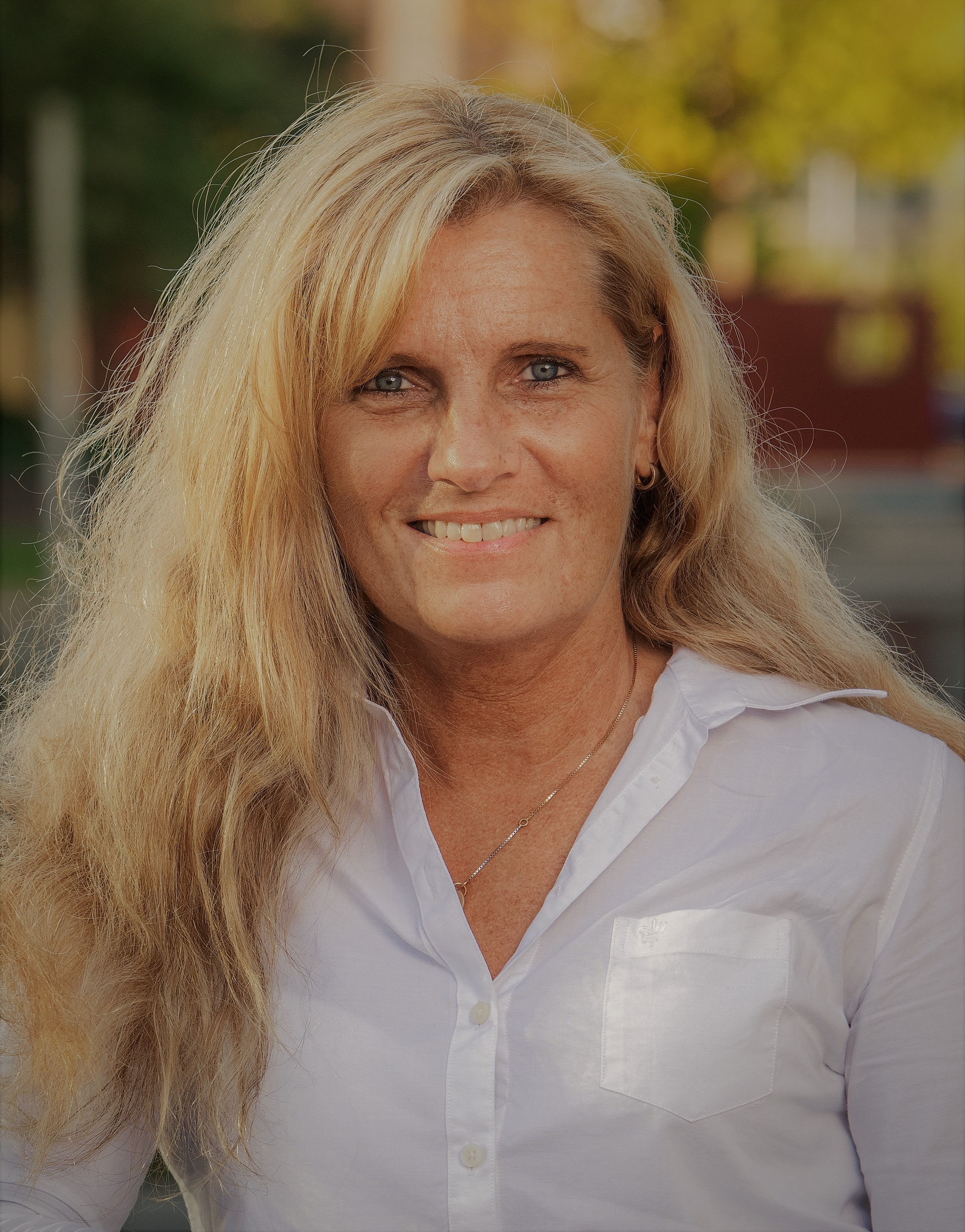
Mona Holmqvist.

Mona Elise Holmqvist, född 25 mars 1961, är en svensk forskare i pedagogik, specialpedagogik och ämnesdidaktik samt professor i utbildningsvetenskap vid Lunds universitet.
Efter mellanstadielärarexamen/ämneslärarexamen i ämnena kemi och biologi i skolår 7-9 vid Lärarhögskolan i Malmö 1986 och filosofie kandidatexamen vid Lunds universitet i ämnena pedagogik, sociologi och psykologi. 1987 antogs hon till forskarutbildning i pedagogik vid Lunds universitet. Parallellt med lärartjänstgöring i grundskolan fullföljde hon forskarutbildningen på halvtid och avlade 1995 filosofie doktorsexamen med avhandlingen Autism. Uppfostran, undervisning och förståelse för personer med extremt atomistisk omvärldsuppfattning. Där presenteras en teori om att personer med autismtillstånd har svårigheter att skapa en helhetsbild av de sensoriska intryck som upplevs i omvärlden, vilket får stora konsekvenser för sättet att förstå och agera i vardagen. 2014 ändrades diagnoskriterierna för autismtillstånd i DSM-5, då över- och underkänslighet för sensoriska stimuli tillkom som ett nytt kriterium, vilket ger stöd för Holmqvists initiala teorier om tillståndets kärnproblematik. 
Efter disputationen har Holmqvist arbetat vidare med forskning inom lärarutbildning, ämnesdidaktik, samt lärares professionella utveckling. Hon har även fortsatt sin forskning inom autismområdet, men främst inriktad på lärandets betingelser.  Till stor del har hon här utgått från fenomenografiska antaganden samt variationsteoretiska perspektiv. Målgruppen har utökats till att gälla elever med och utan funktionsnedsättningar från förskola till högre utbildning, oftast genom praktiknära och praktikutvecklande forskning, främst utifrån modellen learning study. Hon är utsedd av regeringen som ledamot i Specialpedagogiska skolmyndighetens (SPSM) insynsråd .